# Festus, Missouri
Festus är en ort i Jefferson County i Missouri. Vid 2010 års folkräkning hade Festus 11 602 invånare.

## Kända personer från Festus
- Matt Stites, basebollspelare